# Alexia Fast
Alexia Fast (Vancouver, 12 de septiembre de 1992) es una actriz canadiense que inició su carrera a los siete años cuando escribió, dirigió y protagonizó el corto The Red Bridge, estrenado en los festivales de cine Atlantic y Reel to Reel en 2002. es más conocida por haber actuado en la película Jack Reacher.

## Carrera
A la edad de siete años, Alexia Fast escribió, dirigió y protagonizó un cortometraje titulado The Red Bridge. Protagonizó su primer largometraje, Fido, después de obtener su primer agente a la edad de 11 años. También apareció en películas de televisión como His and Her Christmas, Past Tense y Firestorm: The Last Stand at Yellowstone. Después de protagonizar Fido, apareció en series de televisión hasta 2009, momento en el que interpretó a Julie en la película Helen. Fast desempeñó un papel en Hungry Hills y Repeaters, ambas estrenadas en el Festival Internacional de Cine de Toronto. En 2010 tuvo un papel principal en Triple Dog. Poco después grabó su último episodio de Supernatural y apareció en Last Kind Words y Blackbird. En 2012, tuvo un papel secundario en la película Jack Reacher.
Fast ganó dos premios Leo, el primero en 2007 en la categoría Mejor interpretación principal de una mujer en un largometraje dramático por su papel en Past Tense y en 2011 en la categoría Mejor interpretación de reparto por una mujer en un largometraje dramático por Repeaters.

## Filmografía

### Cine
| Año  | Título              | Rol               | Notas                                        |
| ---- | ------------------- | ----------------- | -------------------------------------------- |
| 2006 | Fido                | Cindy Bottoms     |                                              |
| 2007 | Kickin It Old Skool | Jennifer          |                                              |
| 2008 | Paul Pontius        | Narradora         | Voz                                          |
| 2009 | Helen               | Julie             |                                              |
| 2009 | What Goes Up        | Hannah            |                                              |
| 2009 | Hungry Hills        | Robin             |                                              |
| 2010 | Repeaters           | Charlotte Halsted |                                              |
| 2010 | Triple Dog          | Eve Spalding      |                                              |
| 2012 | Last Kind Words     | Amanda            |                                              |
| 2012 | Blackbird           | Deanna Roy        |                                              |
| 2012 | Jack Reacher        | Sandy             |                                              |
| 2014 | The Captive         | Cassandra Lane    |                                              |
| 2014 | Grace               | Grace/Mary        | también conocida como Grace: The Possession" |
| 2017 | The Ninth Passenger | Jess              |                                              |
| 2019 | We Had It Coming    | Olivia            |                                              |
| 2021 | Apex                | West Zaroff       |                                              |
| 2022 | The Last Mark       | Peyton            |                                              |

Televisión
| Año       | Serie                                           | Rol                | Notas                                                               |
| --------- | ----------------------------------------------- | ------------------ | ------------------------------------------------------------------- |
| 2005      | His and Her Christmas                           | Jacqui             | Película para televisión                                            |
| 2006      | Past Tense                                      | Sara Shay          | Película para televisión                                            |
| 2006      | Firestorm: Last Stand at Yellowstone            | Maya               | Película para televisión                                            |
| 2006      | Supernatural                                    | Missy Bender       | Episodio: "The Benders"                                             |
| 2006      | Swimming Lessons                                | Chica mala         | Película para televisión                                            |
| 2006–2007 | The 4400                                        | Lindsey Hammond    | 3 episodios                                                         |
| 2007      | The Party Never Stops: Diary of a Binge Drinker | Sadie Brenner      | Película para televisión                                            |
| 2007      | Masters of Horror                               | Marylyn            | Episodio: "We All Scream for Ice Cream"                             |
| 2007      | Masters of Science Fiction                      | Jurado #4 - Ginnie | Episodio: "Little Brother"                                          |
| 2007      | Tin Man                                         | Joven Azkadellia   | 3 episodios                                                         |
| 2007      | Kaya                                            | Kristin            | Papel principal; 10 episodios                                       |
| 2008      | Left Coast                                      | Bronwyn            | Película para televisión                                            |
| 2008      | Gym Teacher: The Movie                          | Suzie              | Película para televisión                                            |
| 2009      | Flashpoint                                      | Ella Brandt        | Episodio: "Perfect Storm"                                           |
| 2010      | The Cult                                        | Rachel             | Película para televisión                                            |
| 2010      | Fakers                                          | Emma Archibald     | Película para televisión                                            |
| 2010      | The 19th Wife                                   | Cinco              | Película para televisión                                            |
| 2012      | The Secret Circle                               | Eva                | 3 episodios                                                         |
| 2012      | Supernatural                                    | Emma               | Episodio: "The Slice Girls"                                         |
| 2012      | Midnight Sun                                    | Miranda            | Película para televisión                                            |
| 2014      | Red Widow                                       | Bliss              | 2 episodios                                                         |
| 2014      | Motive                                          | Janine Boxton      | Episodio: "Dead End"                                                |
| 2014–2015 | Manhattan                                       | Callie Winter      | Papel principal (temporada 1); invitada (temporada 2); 15 episodios |
| 2016      | Bates Motel                                     | Athena             | Episodio: "Lights of Winter"                                        |
| 2017      | iZombie                                         | Yvonne             | Episodio: "Some Like It Hot Mess"                                   |
| 2017      | Dirk Gently's Holistic Detective Agency         | Mona Wilder        | 3 episodios                                                         |